# A/2010 LN135
2010 LN135 est un damocloïde, transneptunien circulant sur une orbite est très allongée, il s'approche à proximité de l'orbite de Mars et s'éloigne bien au delà de l'orbite de Neptune ; à cause de sa petite taille il n'a pu être observé que pendant 4 mois lors de son périhélie.
L'objet est observé comme étendu et cométaire.
L'objet est redésigné en tant qu'objet A/ le 27 avril 2024, devenant A/2010 LN135.